# Meg Johnson (attrice)
Meg Johnson (Manchester, 30 settembre 1936 – Lancashire, 1º luglio 2023) è stata un'attrice e cantante britannica, che lavorò in campo teatrale e televisivo.

## Biografia
Divenne nota soprattutto per aver interpretato il personaggio Stella Deems in numerose produzioni inglesi del musical Follies, tra cui quelle in scena a Wythenshawe nel 1985, a Londra nel 1987 e nel 2007 e a Leicester nel 1994. Recitò anche in altri musical, tra cui Oliver! (Londra, 1983), Nine (Londra, 1992), Annie Get Your Gun (Londra, 1992), Carousel (Londra, 1993) e Chicago (Londra, 1997). 
È morta il 1º luglio 2023, all'età di 86 anni. Nonostante negli ultimi tempi le fosse stata diagnosticata una forma di demenza, l'attrice aveva conservato una discreta lucidità.

## Filmografia parziale

### Televisione
- Coronation Street - soap opera, 78 puntate (1972, 1976, 1981–1982, 1999)
- Crown Court - serie TV, 2 episodi (1976)
- The Practice - Professione avvocati (The Practice) - serie TV, 2 episodi (1986)
- Taggart - serie TV, 1 episodio (1993)
- Peak Practice - serie TV, 1 episodio (2000)
- Brookside - soap opera (2000–2003)
- Valle di luna (Emmerdale) - soap opera, 1,066 episodi (2003–2020)